# 베아트리체 포르티나리
베아트리체 포르티나리(Beatrice Portinari, 1265 - 1290년 6월 8일)는 이탈리아 여인으로 단테 알리기에리의 저서 < 라 비타 누오바 >에 영감을 준 인물이다. 또한, 신곡의 마지막 부분에서 그의 안내자 역할을 한 인물이기도 하다. 신곡에서는 '신의 은총' 과 '신학'을 상징한다.

## 생애
베아트리체는 은행원인 폴코 포르타나리의 딸로 태어나서, 또다른 은행원인 시몬 데이 바르디에게 시집을 갔다. 단테는 그녀를 9년의 기간동안 두번만 만났지만, 그녀에게 반해 인생 전체 동안 짝사랑하게 된다. 그녀의 삶에 대한 자세한 기록은 드물고, 심지어 그녀의 존재조차도 의문시되고 있다.